# William C. Birthright
William Clark Birthright (* 27. Mai 1887 in Helena in Arkansas; † 18. April 1970) war ein US-amerikanischer Gewerkschaftsführer.

## Leben
Geboren in Helena zog Birthright mit seiner Familie in jungen Jahren nach Nashville, bevor er Friseur wurde. 1907 trat er der Barbers, Beauticians and Allied Industries International Association bei und wurde fast sofort zum Vizepräsidenten seiner Gemeinde gewählt. Von 1915 bis 1924 war er Sekretär des Nashville Trades and Labour Council.
1930 wurde Birthright zum Sekretär und Schatzmeister der Gewerkschaft gewählt und 1937 wurde er auch ihr Präsident. Unter seiner Führung änderte die Gewerkschaft ihren Namen in Journeymen Barbers, Hairdressers and Cosmetologists International Union of America, und ihre Mitgliederzahl stieg von 30.000 auf über 70.000. 1955 beschrieb ihn die New York Times als Hauptsprecher der kleineren Gewerkschaften.
Birthright war 1937 Delegierter der American Federation of Labor (AFL) beim britischen Trades Union Congress und ab 1941 Vizepräsident der American Federation of Labor. Im Jahr 1951 wurde er von der AFL nominiert, um für zwei Jahre im neu gegründeten Wage Stabilization Board zu dienen.
Bis 1963 gab es Unzufriedenheit in der Gewerkschaft mit der Führung von Birthright. Er war überzeugt, als Präsident zu kandidieren, trat aber bei der Wahl zum Sekretär-Schatzmeister an, bei der er von E. M. Sanders besiegt wurde. Im Jahr 1965 wurde er auch überredet, als Vizepräsident dessen, was AFL-CIO geworden war, als Teil einer Säuberung der älteren Mitglieder der Exekutive des Verbandes zurückzutreten.